# Anisodes raspata
Anisodes raspata là một loài bướm đêm trong họ Geometridae.